# Vladimir Radmanović
Vladimir Radmanović, né le 19 novembre 1980 à Trebinje en république serbe de Bosnie, Bosnie-Herzégovine, est un joueur serbe de basket-ball.

## Biographie
Après une carrière à l'Étoile rouge de Belgrade et au KK Železnik, il rejoint la NBA après avoir sélectionné en 12e position par les SuperSonics de Seattle lors de la Draft 2001 de la NBA.
Lors de la saison 2003-2004, il fait partie des candidats au titre de NBA Most Improved Player. Après une nouvelle saison importante en tant que sixième homme des Sonics, il refuse une offre de 42 millions de dollars sur 6 ans, préférant signer pour une seule saison qui le laissera libre ensuite.
Durant cette dernière saison, les Sonics l'échangent et il rejoint les Clippers de Los Angeles. À la fin de la saison, il préfère signer avec l'autre club de Los Angeles, les Lakers.
Ses prestations avec la sélection nationale ne se passent pas au mieux. Lors du mondial 2002 à Indianapolis, il est exclu de la sélection lors d'un temps mort de la demi-finale par l'entraîneur Svetislav Pešić.
Pour le Championnat d'Europe 2005 en Serbie, la sélection serbe est éliminée par l'équipe de France de Tony Parker. Le sélectionneur Željko Obradović lui reproche publiquement son manque d'implication.
En juillet 2012, il signe un contrat d'un an avec les Bulls de Chicago. Il annonce sa retraite en octobre 2013.

## Palmarès

### Sélection nationale

#### Championnat du monde
- Championnat du monde 2002 à Indianapolis, États-Unis
  -  Médaille d'or

#### Championnat d'Europe de basket-ball
- Championnat d'Europe 2005 en Serbie
  - éliminé en quart de finale

## Records sur une rencontre en NBA
Les records personnels de Vladimir Radmanovic en NBA sont les suivants, :
| Type de statistique        | Saison régulière | Saison régulière        | Saison régulière | Playoffs | Playoffs               | Playoffs      |
| Type de statistique        | Record           | Adversaire              | Date             | Record   | Adversaire             | Date          |
| -------------------------- | ---------------- | ----------------------- | ---------------- | -------- | ---------------------- | ------------- |
| Points                     | 30               | @ Knicks de New York    | 8 janvier 2006   | 23       | Spurs de San Antonio   | 1er mai 2002  |
| Paniers marqués            | 11               | 3 fois                  | 3 fois           | 8        | Spurs de San Antonio   | 1er mai 2002  |
| Paniers tentés             | 20               | Grizzlies de Memphis    | 28 mars 2003     | 13       | @ Nuggets de Denver    | 28 avril 2008 |
| Paniers à 3 points réussis | 8                | 2 fois                  | 2 fois           | 5        | 2 fois                 | 2 fois        |
| Paniers à 3 points tentés  | 14               | @ Lakers de Los Angeles | 25 janvier 2005  | 8        | @ Kings de Sacramento  | 29 avril 2005 |
| Lancers francs réussis     | 7                | 4 fois                  | 4 fois           | 3        | 2 fois                 | 2 fois        |
| Lancers francs tentés      | 8                | 3 fois                  | 3 fois           | 5        | Nuggets de Denver      | 24 avril 2006 |
| Rebonds offensifs          | 7                | @ Mavericks de Dallas   | 2 mars 2004      | 3        | 5 fois                 | 5 fois        |
| Rebonds défensifs          | 13               | @ Jazz de l'Utah        | 3 mars 2006      | 8        | @ Spurs de San Antonio | 25 mai 2008   |
| Rebonds totaux             | 14               | 2 fois                  | 2 fois           | 10       | @ Celtics de Boston    | 8 juin 2008   |
| Passes décisives           | 6                | 4 fois                  | 4 fois           | 6        | Nuggets de Denver      | 20 avril 2008 |
| Interceptions              | 5                | 2 fois                  | 2 fois           | 2        | 6 fois                 | 6 fois        |
| Contres                    | 4                | Heat de Miami           | 7 décembre 2001  | 2        | 3 fois                 | 3 fois        |
| Balles perdues             | 6                | Bobcats de Charlotte    | 27 février 2006  | 3        | 4 fois                 | 4 fois        |
| Minutes jouées             | 53               | @ Suns de Phoenix       | 22 janvier 2006  | 38       | Spurs de San Antonio   | 1er mai 2002  |

- Double-double : 24 (dont 1 en playoffs)
- Triple-double : 0